# Tawfik Hamid
Tawfik Hamid (nascido em 1961) é um escritor e jornalista egípcio. Ex-militante do grupo terrorista al-Gama'a al-Islamiyya, Hamid afirma que está em busca de uma compreensão pacífica do islamismo que é compatível com os direitos humanos e a liberdade de expressão. também afirma que ele começou a pregar suas ideias nas mesquitas para promover sua mensagem e, como resultado, ele se tornou alvo de militantes islâmicos, que o ameaçaram repetidamente. Hamid teve que emigrar para os Estados Unidos, onde trabalhou com a Universidade da Califórnia, Universidade de Stanford, Universidade de Miami e Georgetown University e expôs suas ideias contra o fundamentalismo islâmico. Ele está actualmente no conselho da conferência de segurança chamada The Intelligence Summit que é realizada anualmente. O autor também fez aparições em vários programas de televisão, incluindo o programa Glenn Beck, Fox News Channel e Religion and Ethics of the BBC.
Hamid, também conhecido como Tarek Abdelhamid, é bacharel em medicina interna pela Universidade do Cairo e possui mestrado em literatura da Universidade de Auckland.

### Polémica
Chris Bail, professor de sociologia da Duke University, criticou o ponto de vista de Hamid em seu livro Terrorizado: como as organizações anti-muçulmanas tornaram-se mainstream.

## Artigos
- Porque amo Israel? (baseado no Sagrado Corão) por Tawfik Hamid
- Quando perguntei ao meu amigo muçulmano "Porque odeias os judeus?" por Tawfik Hamid
- Existe esperança em mudar Israel? por Tawfik Hamid